# 바람소리
《바람소리》는 1990년 1월 25일~26일에 KBS 1TV에서 방영된 설 특집드라마이다.

## 소개
조선 시대 중엽 박포, 동치, 헐개는 의형제를 맺고 조선 여인을 일본과 청나라에 팔아 넘기게 된다. 그러던 중에 박포의 아내인 설매가 동치와 헐개와 짜고 남편을 살해하고 모든 이권을 장악하게 된다. 한편 무공 스님에 의해 구사일생으로 목숨을 건진 박포는 복수의 집념을 불태우며 나날을 보낸다.

## 제작진
- 원작: 이두호
- 극본: 김항명

## 등장인물
- 박건식 ... 박포 역
- 강민호 ... 동치 역
- 박지훈 ... 혈개 역
- 윤유선 ... 방실 역
- 연운경 ... 설매 역
- 반문섭
- 장칠군
- 박병호 ... 무공 스님 역
- 김하림 ... 뱁새 역
- 김윤형
- 선동혁 ... 독대 역
- 백찬기